# Tudora, Botoșani
Tudora là một xã thuộc hạt Botoșani, România. Dân số thời điểm năm 2002 là 5170 người.